# Pacific Western Airlines
Pacific Western Airlines Ltd. è stata una compagnia aerea canadese che ha operato voli di linea in tutto il Canada occidentale e servizi charter in tutto il mondo dagli anni cinquanta fino agli anni ottanta. 
La prima sede di rilievo fu, fino al 1974, nell'Aeroporto Internazionale di Vancouver nella Columbia Britannica; quindi la sede centrale fu trasferita a Calgary, nell'Alberta. Pacific Western Airlines è stata un pioniere dell’aviazione canadese e fu ammirata per la capacità di effettuare con profitto rotte a corto raggio. La società accumulò consistenti fondi e riserve e alla fine si impossessò di un’azienda di maggiori dimensioni ma rinunciando al proprio nome a favore di quello Canadian Airlines International nel 1987, ormai più consono ai nuovi orizzonti.

## Storia

### Gli inizi (1945-1950)
La Pacific Western Airlines è stata un pioniere nella storia dell'aviazione ed era nota per la sua capacità di operare in modo redditizio rotte aeree a corto raggio. La società ricavò profitti e riserve e alla fine costituì la Canadian Airlines nel 1987. Nel 2001 Air Canada rilevò le società create dalla Pacific Western.
Il vettore aereo predecessore Central British Columbia Airways Ltd. era stato concepito da Russ Baker e Walter Gilbert, entrambi piloti di Canadian Pacific Air Lines. Fondata la società il 1° luglio 1945 i due continuarono nei ranghi del loro datore di lavoro prima che la propria azienda spiccasse il primo volo nel 1946. Madge, la moglie di Baker, pagò di tasca propria l’onorario del legale che si occupò della registrazione dell’azienda. Dopo che Baker si fu assicurato un contratto con BC Forest Service per sorvegliare gli incendi boschivi, Springer anticipò 150.000 dollari canadesi al 6% di interesse, garantiti da aerei e altre proprietà. Karl John Springer era un tecnico esperto, che conosceva l'importanza del trasporto aereo per la prospezione e lo sviluppo delle aree minerarie.
Dal 1946 i piloti iniziarono ad effettuare voli verso zone minerarie remote e aree di disboscamento nel nord del paese, trasportando uomini e materiali in destinazioni isolate. All’epoca l'azienda aveva sedi operative a Prince George e Fort St. James.
Fu nel 1949 che Central British Columbia ricevette l'incarico di effettuare rilievi aerei per i giganteschi complessi di alluminio e di energia che sarebbero sorti a Kitimat e Kemano, nell'aspro entroterra montuoso della Columbia Britannica. Durante lo sviluppo di questi progetti, la società effettuò il 95% del trasporto, costituito principalmente da attrezzature industriali pesanti e manodopera.
Negli anni successivi la compagnia acquisì sette società minori. Con ognuna di esse Central British Columbia ampliava la propria gamma e area operativa, fornendo il personale e le macchine necessarie per mantenere un servizio in rapida espansione. Queste società furono: Associated Aero Services, Associated Air Taxi, Associated Airways, Kamloops Air Service, Port Alberni Airways, Skeena Air Transport (nel luglio 1951), Whitehorse Flying Services (nel 1954).

### Cambio di nome e cambio di passo (1950-1970)
Ormai consolidata, il 15 maggio1953 la società adottò il più consono nome Pacific Western Airlines, quasi contemporaneamente con l’inizio dei primi voli regolari schedulati. Successivamente furono acquistate altre aerolinee, come Queen Charlotte Airlines nel luglio 1955, che garantì alla società un ulteriore punto d'appoggio nei servizi di linea, e una seconda Associated Airways nel 1956, titolare di un fondamentale contratto legato alla costruzione della Distant Early Warning Line nel nord del Canada.
Nel 1958, un poco prematuramente, Russ Baker morì. Un anno dopo Canadian Pacific Air Lines cedette tutte le sue rotte da Edmonton verso 18 destinazioni nel nord dell'Alberta e nei Territori del Nord-Ovest (N-W.T.). Con questo trasferimento, oltre alle rotte esistenti, Pacific Western effettuava servizi di linea per circa 7.000 miglia in tutto il Canada occidentale e settentrionale. A questo punto la compagnia aveva conquistato una reputazione di innovazione e aggressività sviluppando diversi servizi esclusivi per i passeggeri e i clienti del trasporto merci.
Nel 1963 fu inaugurato il servizio “navetta” Calgary-Edmonton denominato Chieftain Airbus: i passeggeri portavano i bagagli sottiobordo e li depositavano sulla rampa di carico. Un addetto a bordo del Douglas DC-4 (allestito con 66 posti) avrebbe quindi ritirato il corrispettivo durante il volo della durata di 55’. Quando Chieftain Airbus fu inaugurato si stimò che ci sarebbero voluti dieci anni per spostare un milione di passeggeri, obiettivo invece raggiunto in meno di otto. Negli anni Douglas DC-6 e Convair 640 avrebbero rilevato il compito. Il 1964 coincise con l'introduzione di un altro servizio unico noto come programma Charter Tour Inclusive. Anche questa era una un’innovazione per il Canada, con voli turistici da Vancouver alle Isole Grand Cayman. Più tardi, ma nello stesso anno, Pacific Western iniziò voli charter attraverso l'Atlantico, principalmente verso il Regno Unito.
Nel 1965 fu eliminato tutto l’insieme dei voli minori, trasferiti ad altra società della zona. L’anno successivo, in previsione di una nuova politica per i trasporti regionali, Pacific Western iniziò a ratificare ordini per velivoli a reazione ed a turboelica: fu la prima in Canada ad ordinare il Boeing 737. Il nuovo quadro giuridico divenne una realtà nel 1968 e la società fu in grado di aggiungere molti più scali alla già lunga lista di destinazioni nel Canada occidentale. A questo punto i servizi si estendevano dal Nord-Ovest della costa del Pacifico degli Stati Uniti all'Artico. 

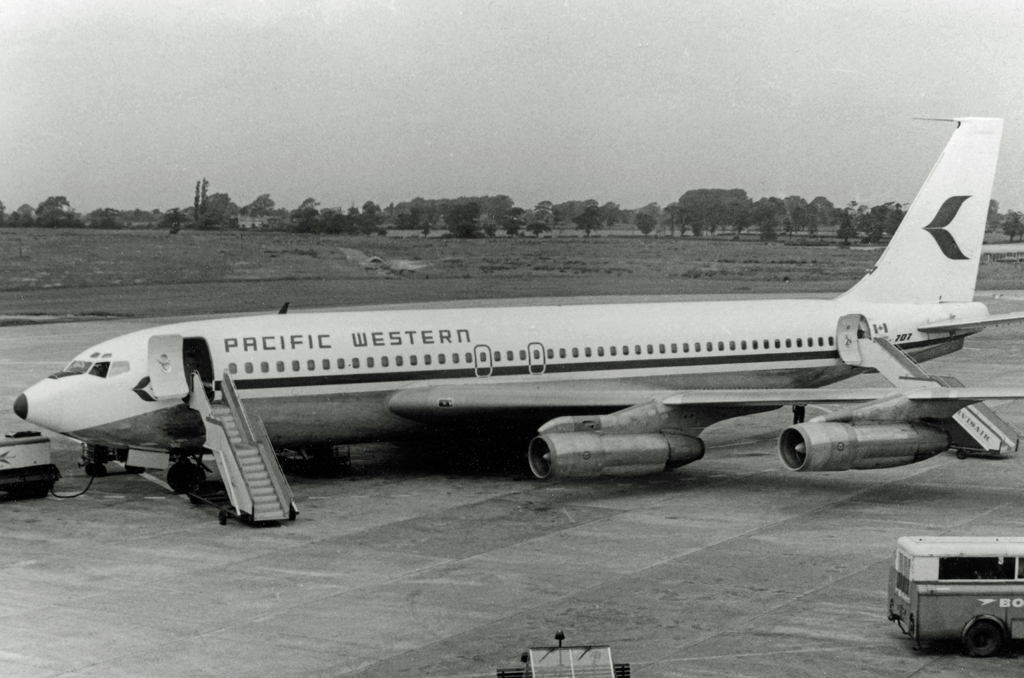
Un Boeing 707-138B PWA all'aeroporto di Manchester nel 1969.

Il B.707F nell'aeroporto di Venegono (VA).

Il Boeing 707 fu aggiunto alla flotta nel 1967 e, in inverno, furono varati programmi “tutto compreso” per Messico e Hawaii, con diverse altre destinazioni in Europa durante l'estate, tutte su base charter. Un Boeing 707 cargo significava invece che bestiame e beni deperibili potevano essere trasportati in tutto il mondo, e il nome Pacific Western divenne sinonimo di "World Air Cargo". L'aereo in questione visitò più di 90 nazioni. L'ultimo Boeing 707 fu venduto nel 1979. 

Un Nord 262 nell'aeroporto di Kamloops.

Nel 1967 Pacific Western divenne il primo operatore commerciale del capiente Lockheed L-100 Hercules a turboelica.

Un Hercules durante una sosta nell'aeroporto di Roma-Fiumicino nel 1976.

Gli Hercules furono acquistati in relazione alla vasta ricerca di energia e minerali nel Canada settentrionale. Carichi di tipo completamente diverso furono una realtà: 21.000 chili di monete metalliche, 20.000 chili di torta di Natale e apparati elettronici per la Repubblica Popolare Cinese, prima spedizione aerea commerciale in quel paese.

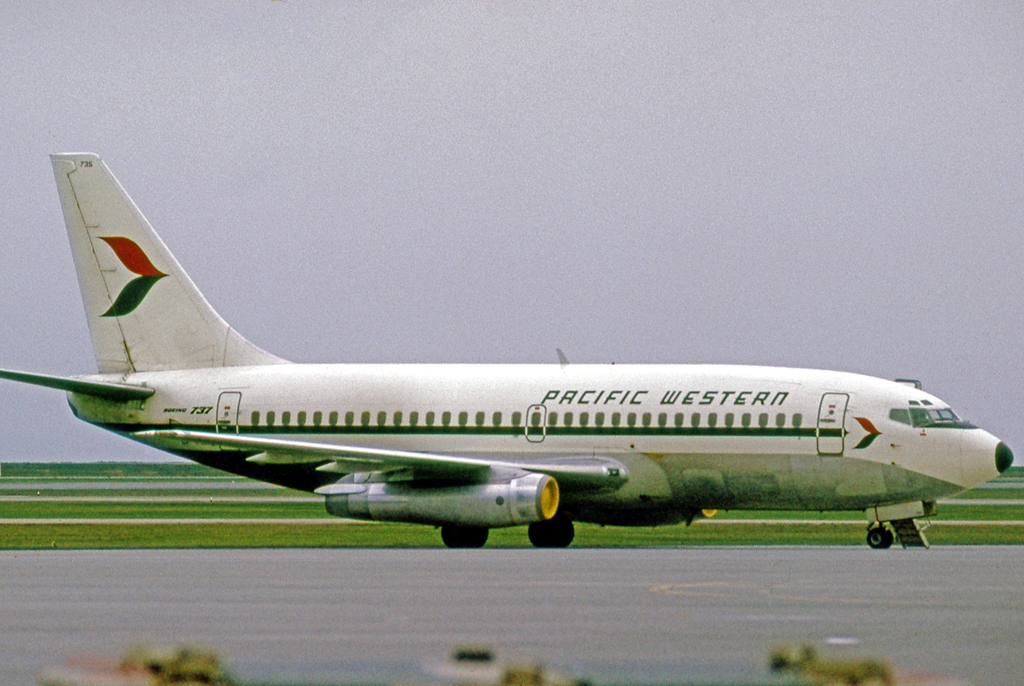
Un Boeing 737-275 della Pacific Western parcheggiato su una pista all'Aeroporto Internazionale di Vancouver nel 1973.

Nel novembre 1968, con la consegna del primo Boeing 737-200, la società mise in servizio jetliners nella rete di rotte regolari e, il 17 dicembre, iniziò lo "Stampeder Service" che collegava la regione Alberta con la Columbia Britannica. 
Un altro trasferimento delle licenze di esercizio da CP Air (nuova designazione di Canadian Pacific Airlines) fornì nel 1969 a Pacific Western rotte per tutto il territorio della Columbia Britannica. L'acquisto e l’integrazione di BC Air Lines nel settembre 1970 permise di offrire servizi nell'interno e sulla costa della regione più occidentale del paese. Erano compresi i piccoli velivoli turboelica Nord 262 precedentemente in flotta con BC Air Lines. 
Con velivoli di maggiori dimensioni quali DC-6, Convair 640, Lockheed L-188 Electra, Boeing 727-100C copriva ogni possibile valida rotta in ben tre stati canadesi: Columbia Britannica, Alberta e Territori del Nordovest.

### Il governo dell’Alberta interviene (1970-1985)
Con il progredire degli anni '70 gli aerei in dotazione variavano in relazione alle attività e lPWA avviò un programma di razionalizzazione della flotta, concentrandosi sul Boeing 737-200 da 117 posti come spina dorsale della flotta. A metà degli anni '70 operava con Boeing 727-100C oltre ai 737-200 e -200C. Alla fine del decennio la flotta era composta solo da jetliners.
Nel 1974 il governo dell'Alberta, guidato dal conservatore progressista Peter Lougheed, assunse la proprietà di Pacific Western per assicurarne lo sviluppo nel Canada settentrionale e occidentale. L’amministrazione acquistò la compagnia aerea per 37,5 milioni di dollari canadesi (valore dell’epoca) durante un'offerta pubblica d'acquisto segreta. Il governo locale si mosse rapidamente prima che il premier della Columbia Britannica Dave Barrett, che aveva in mente un piano simile, potesse agire. In seguito all'acquisto, la sede fu spostata a Calgary e l'aeroporto della città divenne la nuova base d’armamento. Nel 1983 il governo di Peter Lougheed vendette la società per $ 37,7 milioni di dollari.
Nel 1976 Pacific Western continuò a operare il servizio “navetta” "Chieftain Airbus" tra Calgary ed Edmonton City con un massimo di quattordici voli di andata e ritorno al giorno, tutti operati con Boeing 737-200.

La rete PWA & Transair nell'estate 1979.

Un Fokker 28 nell'aeroporto di Flin Flon.

Il 30 aprile 1978 fu compiuto un altro sostanzioso passo in avanti: fu acquistata la vicina compagnia regionale Transair Ltd. di Winnipeg, e, insieme ad essa, i suoi Boeing 737-200. Nel febbraio 1979, in accordo con Canadian Transport Commission, Transair cessò tutte le operazioni programmate a est di Winnipeg e Calgary/Edmonton via Regina e Saskatoon, Saskatchewan, collegando tra di loro i sistemi Pacific Western/Transair, cioè il primo passo verso la fusione. L’integrazione dei servizi avvenne il 1° dicembre.
Similmente a Pacific Western, Transair era scaturita dall’unione di due società. La storia risaliva all’aprile 1947 con la fondazione di Central Northern Airways. Nel settembre 1956 CNA e Arctic Wings si unirono sotto il nome di Transair. La più significativa delle altre fusioni avvenne nel novembre 1969, quando Midwest Airlines combinò le operazioni per formare un’attività regionale lungo le praterie canadesi. A sua volta quest’area era collegata a Toronto e l'Artico dalla flotta della Transair, all’epoca Boeing 737-200 e Fokker F28. Almeno un Boeing 707 era utilizzato per i voli charter. Nel 1971 Transair affidò alcuni collegamenti minori a On Air.

### Vertenze di lavoro, ulteriore ampliamento e fusioni (1985-1987)
Il 20 novembre 1985 iniziarono azioni sindacali di International Union, United Automobile, Aerospace ana, Agricultural Implement Workers of America, International Association of Machinist e Canadian Air Line Flight Attendants Association neiconfronti di Pacific Western. Tra 90 e 125 manifestanti sfilarono per due ore in dicembre. I sindacati fecero appello contro la sentenza del 24 dicembre, in cui fu emanata un'ingiunzione provvisoria che impediva attività di picchettaggio e limitava il numero di picchetti consentiti contemporaneamente in varie località. La controversia durò fino all'aprile successivo. 

Nel 1986 Pacific Western risultava essere la maggiore compagnia aerea del Canada occidentale con oltre 3 milioni di passeggeri trasportati all’anno. I cambiamenti organizzativi subito intrapresi stabilirono una relazione strutturale formale tra la finanziaria, denominata Pacific Western Airlines Corporation, e la compagnia aerea vera e propria, Pacific Western Airlines Ltd.

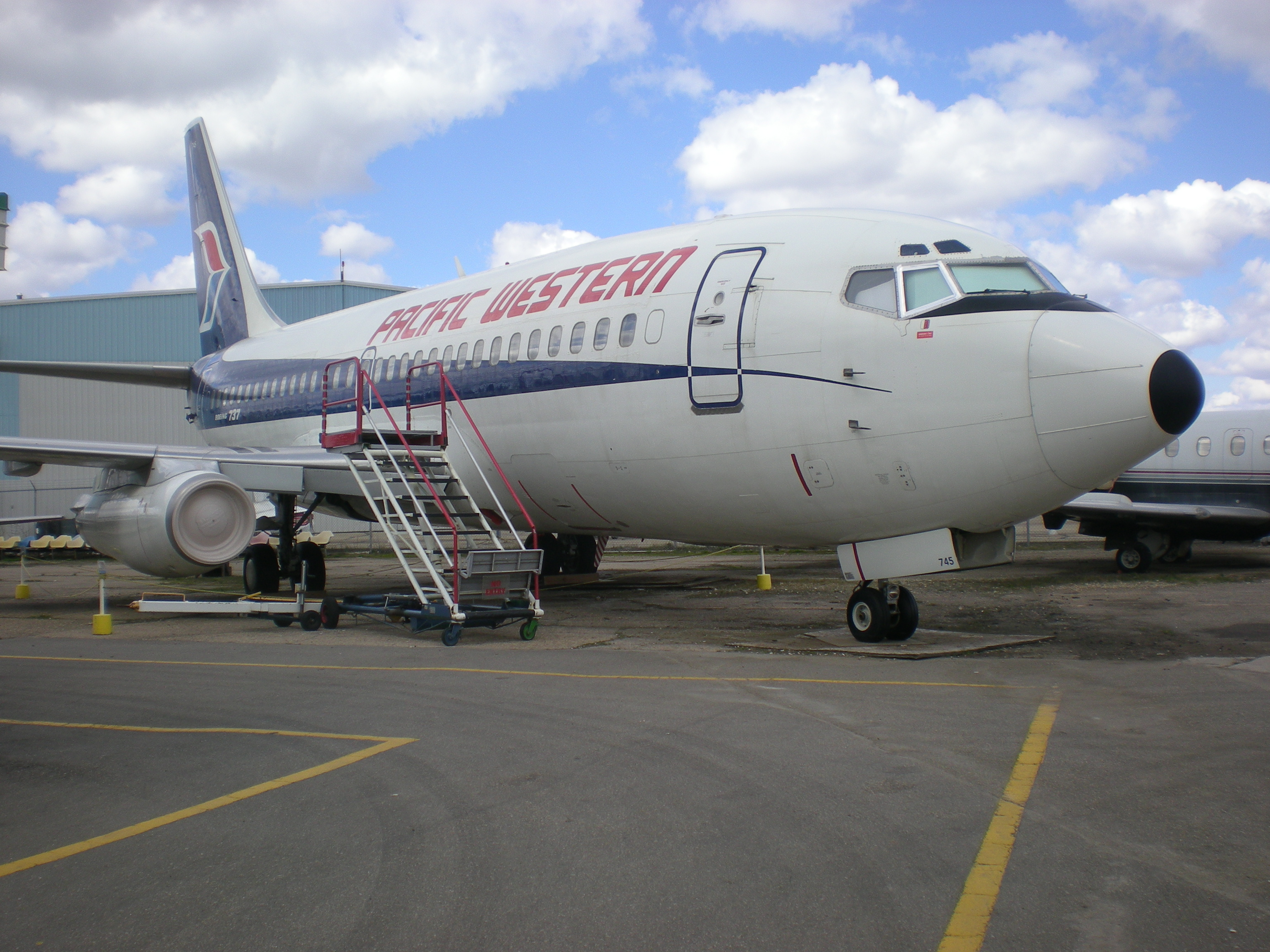
Un Boeing 737-200 conservato presso l'Alberta Aviation Museum.

Nel mese di settembre furono firmati accordi di marketing con due vettori regionali: Calm Air di Thompson, in Manitoba, e Time Air di Lethbridge, in Alberta, nell'ambito del programma denominato Pacific Western Spirit. La seconda aerolinea impiegava quasi 3.000 persone in tutto il Canada occidentale. Tali accordi durarono comunque fino al termine dell’anno seguente. Il 2 dicembre PWA Corporation acquistò Canadian Pacific Airlines (brand CP Air) per 300 milioni dollari canadesi, con effetto a partire dalla primavera 1987. Ma il vettore frutto di questa mega fusione avrebbe comportato la rinuncia al nome tradizionale: ufficialmente, dal 1° gennaio 1988, sarebbe stato conosciuto come Canadian Airlines International, con sede a Calgary.

## Incidenti
- 16 luglio 1969: Dean Maclagan, un pilota, fece schiantare un Lockheed L-100 Hercules cargo nella giungla peruviana con un'ala che colpì il suolo mentre virava nella nebbia.
- 2 gennaio 1973: il primo dei Boeing 707-321C cargo di PWA, il volo 3801, registrato come CF-PWZ, si schiantò a Telford Lake, Canada durante una bufera di neve vicino a Edmonton; cinque membri dell'equipaggio e il carico di 86 capi di bestiame (mucche di razza Frisona) furono uccisi. La causa non venne determinata poiché l'indagine non fu condotta in conformità con l'allegato ICAO, ma è possibile che fosse stato l'inesperto copilota a causare un volo controllato contro il suolo nel tentativo di atterrare allo scalo di Edmonton prima di proseguire per la Corea del Sud.
- 21 novembre 1976: Dean Maclagan muore con quattro membri dell'equipaggio in un altro incidente con un Lockheed Hercules, come quello del 1969, a Eastville, vicino a Kisangani, nello Zaire, a causa dell'esaurimento di carburante e di un atterraggio d'emergenza nella nebbia notturna. Le circostanze relative all'incidente includevano luci di atterraggio dell'aeroporto spente all'arrivo, carburante insufficiente per tornare e una discesa nella giungla. Sopravvisse un solo membro dell'equipaggio.
- 11 febbraio 1978: il volo Pacific Western Airlines 314, un Boeing 737-200, doveva atterrare all'Aeroporto di Cranbrook, in Canada, ma si è schiantato dopo che gli inversori di spinta non si sono estesi completamente a seguito di un atterraggio abortito eseguito per evitare un veicolo spazzaneve. Lo schianto uccise quattro membri dell'equipaggio e 38 dei 44 passeggeri.
- 22 marzo 1984: il volo Pacific Western Airlines 501 era un volo di linea regolare che volava tra Calgary ed Edmonton. Il Boeing 737-200 prese fuoco durante il decollo il 22 marzo 1984. Nessuno perse la vita, ma 27 persone rimasero ferite, cinque in modo grave. L'aereo bruciò al suolo mentre i vigili del fuoco tentavano di estinguere l'incendio.
- 14 luglio 1986: il volo Pacific Western Airlines 117, un altro 737-200, in volo dall'aeroporto internazionale di Calgary all'aeroporto internazionale di Vancouver con uno scalo a Kelowna, uscì di pista mentre atterrava a Kelowna e si fermò a circa 400 metri oltre la fine della pista di decollo. Non vennero segnalati morti o feriti gravi, tuttavia 5 membri dell'equipaggio e 76 passeggeri rimasero lievemente feriti.

## Flotta
- Boeing 707-138B
- Boeing 707-321C
- Boeing 707-351C
- Boeing 727-092C
- Boeing 727-171C (i B727-100 includevano la versione Combi, in grado di trasportare passeggeri e merci sullo stesso volo)
- Boeing 727-200
- Boeing 737-275
- Boeing 737-275A
- Boeing 737-275C
- Boeing 737-2T7A
- Boeing 737-2T7
- Boeing 737-2A9C (i B737-200 includevano la versione Combi, in grado di trasportare passeggeri e merci sullo stesso volo)
- Boeing 767-275ER
- Convair 640
- de Havilland Canada DHC-2 Beaver
- de Havilland Canada DHC-6 Twin Otter
- Douglas DC-3
- Douglas DC-4
- Douglas DC-6
- Douglas DC-7 C
- Grumman G-73 Mallard (aereo anfibio)
- Lockheed L-100 Hercules
- Lockheed L-188 Electra
- Noorduyn Norseman (aereo anfibo)
- Nord 262
- Junkers W 34